# Museo del Mar de Arica
El Museo del Mar de Arica es un museo de historia natural ubicado en la ciudad homónima, Región de Arica y Parinacota, en el norte de Chile.
El museo abrió sus puertas en octubre del 2006 con una muestra de aproximadamente 700 especies de caracolas de distintas partes de Chile y del mundo. Esta muestra es parte de la colección privada de Nicolás Hrepic, quien decide hacer un aporte a la ciudad con este museo.Actualmente cuenta con unas 1700 especies de moluscos y otras especies marinas, exhibidas en 35 vitrinas y 3 acuarios.
Se encuentra ubicado en el pasaje peatonal Sangra 315, en pleno centro de la ciudad.